# Bistum Plasencia
Das Bistum Plasencia (lateinisch Dioecesis Placentina in Hispania) ist eine im Westen Spaniens gelegene römisch-katholische Diözese mit Sitz in der Stadt Plasencia.

## Geschichte
Das Bistum Plasencia wurde im Jahr 1189 durch Papst Clemens III. errichtet und dem Erzbistum Santiago de Compostela als Suffraganbistum unterstellt. Im Jahr 1851 wurde das Bistum Plasencia dem Erzbistum Toledo als Suffraganbistum unterstellt; seit dem 28. Juli 1994 ist es dem Erzbistum Mérida-Badajoz als Suffraganbistum unterstellt.

## Weblinks

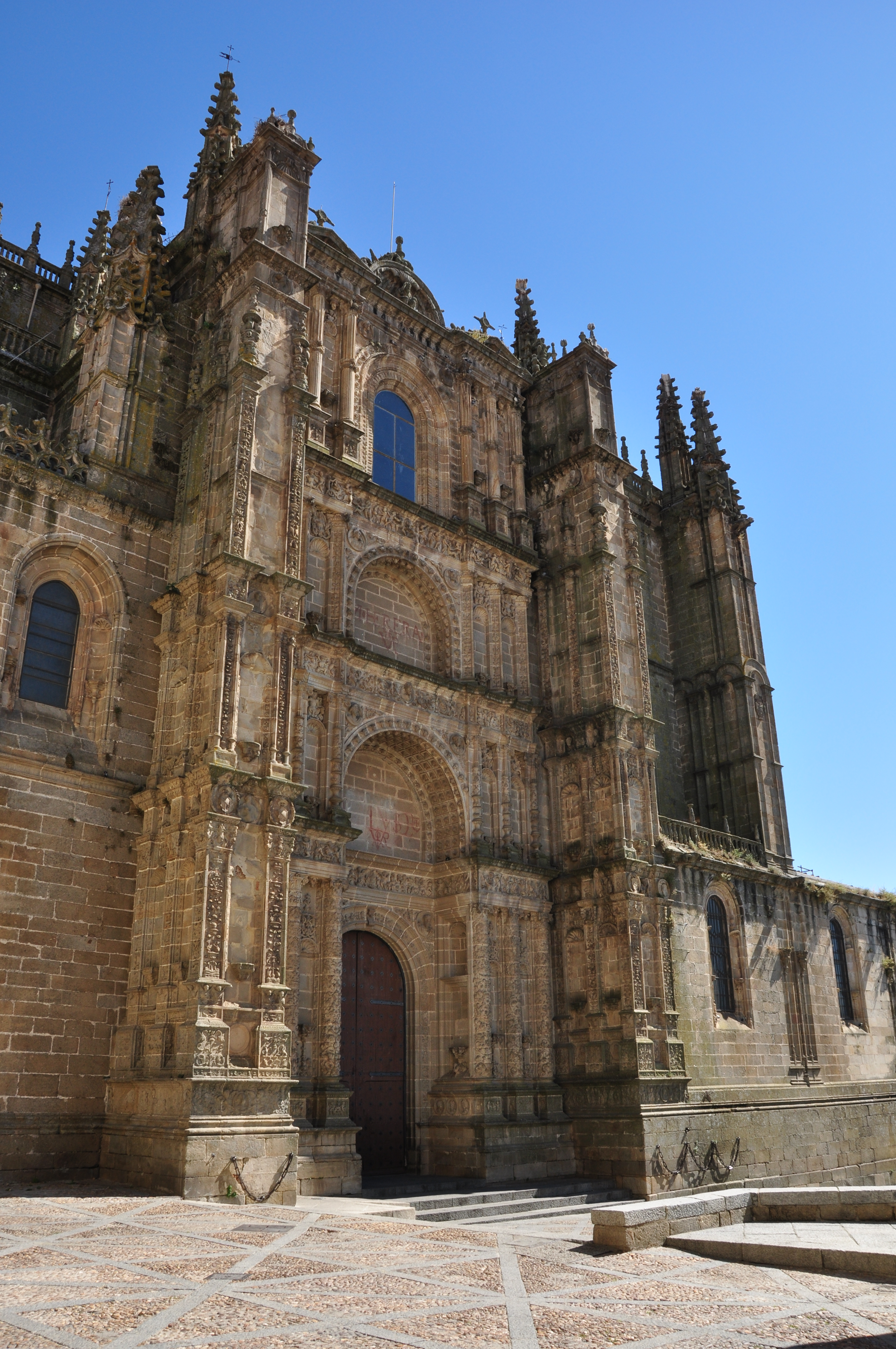
Nordfassade der neuen Kathedrale Santa María in Plasencia